# Bata, Guineea Ecuatorială
Bata este cel mai important oraș din partea continentală a statului Guineea Ecuatorială și reședința provinciei Litoral. Port la Oceanul Atlantic, orașul este deservit de un aeroport internațional.
Din punct de vedere demografic, Bata este cea mai populată așezare urbană a țării.